# Liencres
Liencres és una localitat costanera de Cantàbria (Espanya), pertanyent al municipi de Piélagos. Està situada en el litoral a 9 quilòmetres a l'oest de Santander, amb una altitud de 72 metres sobre el nivell del mar.

## Demografia
El nombre d'habitants al febrer de 2015 se situa en 3.537 mentre que al novembre de 2013 se situava en 3.435, l'any 2004 era de 2.144 habitants (INE) i 2.517 en 2006. Això dona idea de l'important creixement del lloc i, en definitiva, del municipi. L'alt creixement demogràfic és a causa de la important atracció turística que suposa la costa i les seves platges, i a la proximitat del municipi amb Santander.

## Geografia
Destaca per les seves platges al llarg dels 8 quilòmetres de litoral: Pedruquíos, Somocuevas, Cerrias, La Arnía, Portio, Valdearenas i Canallave. Aquestes dues últimes platges estan integrades dins del Parc Natural de les Dunes de Liencres (dunes fixades per un bosc de pi marítim).
El Parc Natural de les Dunes de Liencres és una zona de notable valor geomorfològic i paisatgístic que va ser declarat espai protegit l'any 1986. A la muntanya de la Picota d'aquesta localitat es troben restes arqueològiques d'interès com el castell de Pedraja o castell d'Hèrcules, declarat Bé d'Interès Cultural en 2004, o un important conjunt d'estructures defensives de la Guerra Civil Espanyola, declarat Bé d'Interès Cultural l'any 2008. Al costat de la Picota està El Tolío; ambdues cims pertanyen a la Serra de Liencres.

## Administració
Liencres està regit per l'ajuntament de Piélagos, que compta amb una oficina local al barri de l'Església, on es poden realitzar nombroses gestions sense haver de desplaçar-se a la capital del municipi (Renedo de Piélagos). Si bé per a alguns assumptes té una junta veïnal (entitat local autònoma) que es tria alhora que la corporació de l'ajuntament. L'actual presidenta de l'entitat local és Elba Castanedo (PP).
A causa del seu poblament irregular i dispers està dividida en barris: Somarriba, Les Maces, El Callejo, Llatas, Cotarejo, Arnía, Somocuevas, Sales, Sorriba, Veuran, Les Reigadas, El Pi, Portio, L'Església, La Cotera, La Creu, La Ortera, Manzanedo, El Cutío, El Dueso, Campolagua i La Caseta.
A la fi de febrer de 2011 el jutjat penal número dos de Santander va condemnar a l'alcalde de Piélagos a presó i inhabilitació per un delicte continuat de prevaricació urbanística, la conseqüència de la qual ha estat l'ordre de demolició de gairebé 400 habitatges en cinc urbanitzacions de Liencres i l'Alt del Cuco.

## Personatges cèlebres
- Eduardo de la Pedraja Fernández de Samaniego (1839–1917), col·leccionista.
- José Antonio Revilla Sord (1945), directiu esportiu.

## Festes
- 25 de juliol, festa de Santiago.
- Última setmana d'agost, festa del turista.
- 12 d'octubre, festa celebri.